# Aco Stojkow
Aco Stojkow (mac. Ацо Стојков; ur. 29 kwietnia 1983 w Strumicy) – macedoński piłkarz, reprezentant tego kraju. Stojkow gra na pozycji napastnika.

## Kariera
Karierę rozpoczynał w lokalnym klubie Belasica Geras Cunev. W 2001 roku przeniósł się do Włoch, gdyż zainteresował się nim Inter Mediolan. Jednakże nigdy nie zagrał w pierwszej drużynie Interu, a jedynie w jego drużynie młodzieżowej. Drużyna ta, między innymi ze Stojkowem i jego rodakiem Goranem Pandewem w sezonie 2001/2002 wywalczyła tytuł mistrzowski. Następnie Inter postanowił wypożyczyć Stojkowa do słabszych klubów (Spezia Calcio, Górnik Zabrze, Castel di Sangro Calcio i Fidelis Andria), gdzie nie odniósł jednak większych sukcesów. Następnie z wolnego transferu trafił do belgijskiego RAA Louviéroise, a w 2006 roku za 85 tysięcy euro kupił go Partizan Belgrad. W klubie tym nie zagrał ani jednego meczu, i na początku roku 2007 przeszedł za darmo do węgierskiego klubu Debreceni VSC. W latach 2008–2009 występował w klubie Nyíregyháza Spartacus FC. Następnie odszedł do szwajcarskiego FC Aarau.
W reprezentacji zadebiutował 21 sierpnia 2002 roku, w towarzyskim meczu z Maltą, w tym samym meczu strzelił też swego pierwszego gola.